# Тарнувський механічний завод

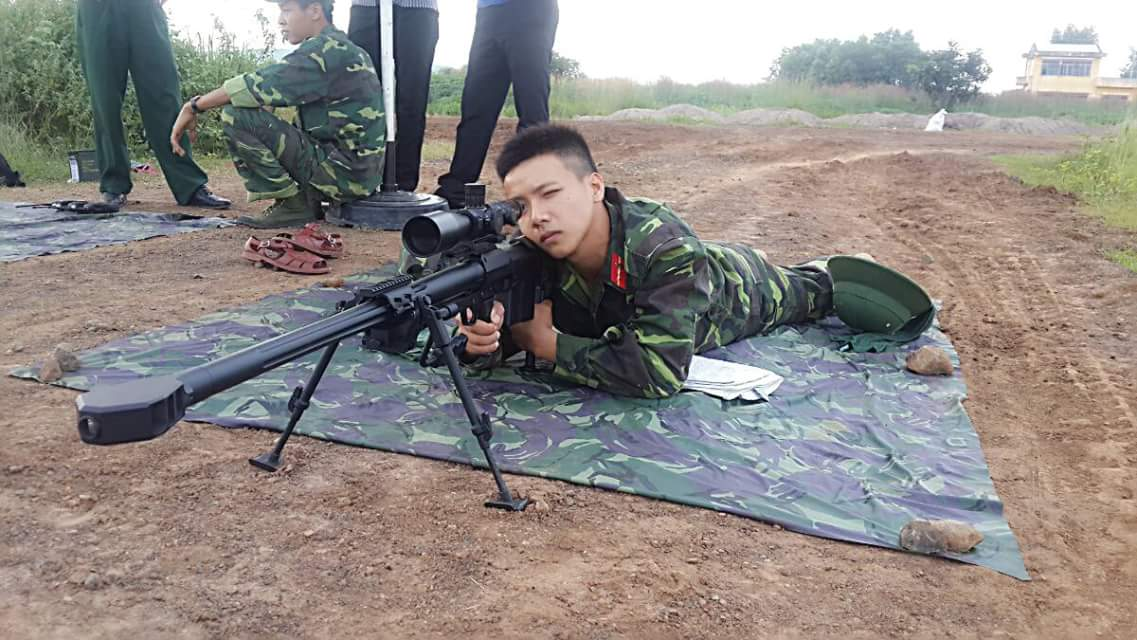
В’єтнамський солдат використовує снайперську гвинтівку WKW Wilk, розроблену та виготовлену на Тарнувському механічному заводі.

Тарнувський механічний завод (англ. Tarnów Mechanical Works; [zakˈwadɨ mɛxaˈnit͡ʂnɛ ˈtarnuv]) — польська оборонна виробнича компанія. Розташована в місті Тарнув, компанія виробляє пістолети, штурмові гвинтівки, снайперські гвинтівки та зенітну зброю. Це частина корпорації Бумар-Лабенди, яка також є підрозділом контрольованої державою Польської групи озброєнь.

## Історія
Спочатку засноване під час Першої світової війни в 1917 році як місцева майстерня з ремонту поїздів, у міжвоєнний період компанія входила до складу Польських державних залізниць. Після того, як обладнання компанії було конфісковано, демонтовано та відправлено до Німеччини під час Другої світової війни, завод був перебудований як майстерня з ремонту поїздів, але в 1951 році він був перетворений на оборонного підрядника, який виробляв гармати, вогнепальну зброю та верстати.

### Роки Варшавського договору
З 1951 року підприємство за ліцензією виготовляло 37-мм автоматичні гармати ППО М1939 та авіаційні гармати Нудельмана Н-37, які використовувалися на винищувачах ЛіМ-2 та МіГ-17.
Поки Польща ще була у Варшавському договорі, також були введені інші види військової техніки радянського зразка: 57-мм зенітні гармати АЗП С-60 і ЗУ-23-2, корабельні гармати 2М-3М, озброєння для СП 2С1 Гвоздика. гаубиця, великокаліберні кулемети ДШК, НСВ і КПВ, а також вітчизняних зразків. До останньої групи входили універсальна корабельна гармата ZU-23-2M Wróbel і її наступник артилерійсько-ракетна установка ZU-23-2MR Wróbel II.

### Незалежність і роки НАТО
Після 1989 року компанія повністю перейшла на зброю власного виробництва. Серед них гранатомет «Паллада», гранатомет РГП-40, УКМ-2000 МГ, снайперська гвинтівка WKW Wilk, гвинтівка «Бор» та ракетно-протиракетний комплекс ЗСМУ-36. Серед проектів, які зараз розробляються на Тарновському механічному заводі, WLKM-12 Szafir 12.7 мм, багатоствольний кулемет, ракетний комплекс ЗСМУ-70 і гранатомет стрічкової установки ГА-40.
У 2012 році компанія об’єдналася з R&D Center “Ośrodek Badawczo-Rozwojowy Sprzętu Mechanicznego sp. z o.o.”.
У 2015 році тарнувський механічний завод став членом Польська зброярська група, який зосереджує понад 60 компаній галузі озброєння.